# Улрих I фон Шварценберг-Дирзберг
Улрих I фон Шварценберг-Дирзберг (на немски: Ulrich I, Herr von Schwarzenberg-Diersberg; † пр. 8 август 1348) е благородник от род Шварценберг, господар на Шварценберг и замък Дирзбург в Хохберг, Баден-Вюртемберг.

## Произход
Той е син на Хайнрих фон Шварценберг († 1327) и съпругата му Анна фон Юзенберг, дъщеря на Рудолф III фон Юзенберг-Кенцинген († 1296) и Хелика фон Лихтенберг († сл. 1293), или на брат му Рудолф IV фон Юзенберг-Кенцинген 'Млади' († 1304) и Аделхайд († сл. 1293). Внук е на Вилхелм фон Шнабелбург, фогт на Шварценберг († сл. 2 декември 1306), и Хайлика фон Дирзберг († 18 януари 1305), дъщеря на Хайнрих II фон Дирзберг († 8 март 1262) и Хайлика фон Лихтенберг († сл. 1280). Сестра му Аделхайд фон Шварценберг († сл. 1349) е омъжена за Буркард фон Триберг и ок. 1326 г. за граф Бертхолд III фон Зулц († 1346).

## Фамилия
Улрих I фон Шварценберг-Дирзберг се жени пр. 1340 г. за Йохана фон Зигнау († сл. 1358), дъщеря на рицар фрайен Улрих фон Зигнау († сл. 1362) и Анастасия фон Бухег († сл. 1362), сестра на Бертхолд фон Бухег († 1353), епископ на Шпайер (1328), епископ на Страсбург (1328 – 1353), дъщеря на граф Хайнрих фон Бухег, ландграф на Бургундия, майор на Золотурн († 1320), и Аделхайд фон Страсберг († сл. 1276). Те имат една дъщеря:
- Анна фон Шварценберг († 1396 в Дирзберг), омъжена I. на 21 октомври 1340 г. за Йохан II фон Шварценберг († 31 май 1377 в битката при Ройтлинген), II. ок. 1380 г. за Боемонд фон Етендорф, господар на Хоенфелс в Елзас († сл. 7 юли 1408).

Вдовицата му Йохана фон Зигнау се омъжва втори път на 8 август 1348 г. за граф Йохан I фон Фюрстенберг, господар на Волфах и Хаузен († сл. 1365).